# Barrière de protection
Une barrière est un dispositif de défense afin d'interdire ou de contrôler l'accès à des lieux protégés.

## Histoire
Au Moyen Âge, on disposait des barrières devant les ouvrages de défense des villes ou des châteaux. Les barrières jouent un grand rôle dans l’art de la fortification. Deux sortes de barrière étaient alors utilisées : des portes à vantaux roulant sur des gonds ou des tabliers à bascule; et de simples barres de bois qui se tiraient horizontalement ou qu'on manœuvrait au moyen d’un contrepoids.
Ces barres servaient à empêcher la cavalerie de forcer brusquement un passage. On les dressait également sur les routes pour effectuer des contrôles, percevoir des péages ou empêcher l'assaut soudain de cavaliers. On défendait les faubourgs des villes avec de simples barrières. Ces défenses avancées avaient beaucoup d'importance. Pour éviter que les assaillants n’y mettent le feu, on les couvrait de peaux fraîches, de boue ou de fumier.
Dans les tournois, il y avait aussi le combat à la barrière. On appelait ainsi les duels qui se tenait sur une lice séparée en deux par une barrière d'environ 5 pieds (1,524 m). Les adversaires, placés à chaque extrémité lançaient leurs chevaux l’un contre l’autre, la lance en arrêt, et cherchaient à se désarçonner. La barrière, qui les séparait, empêchait les chevaux de se choquer, rendait le combat moins dangereux en ne laissant aux combattants que leurs lances pour se renverser. Ces barrières de tournois étaient couvertes d’étoffes brillantes ou peintes. Elles étaient couvertes de planches pour empêcher que les chevaux ou les combattants se heurtent contre les saillies des poteaux ou traverses.
Pour ce qui est barrières de type porte, des barres, des pièces de bois, servaient à renforcer les vantaux des portes et à les tenir solidement fermés. Les portes extérieures des tours ou des ouvrages isolés de défense, lorsqu’elles ne se ferment que par un vantail, sont souvent munies de barres de bois qui rentrent dans l’épaisseur de la muraille. Pour manœuvrer cette barre, on installait un anneau à son extrémité qui permettait de la tirer jusqu'à la loge, l'entaille pratiquée dans la mur pour y insérer la barre. Pour la faire rentrer dans sa loge, une mortaise profonde, pratiquée en dessous, servait à la faire entrer ou sortir. Les portes à deux vantaux des forteresses se barricadaient au moyen d’une barre en bois à fléau pivotée horizontalement. La position verticale permettait d'ouvrir les vantaux. Un autre mécanisme consistait à fixer la barre sur un des vantaux et à la verrouiller sur l'autre vantail à l'aide d'une clavette insérée dans la barre.
Les barrières sont toujours d'usage, notamment pour bloquer les passages à niveaux ou l'accès à des sentiers ou des routes. On parle aussi de demi-barrière, clôture partielle destinée à constituer une chicane sur une voie de communication afin de ralentir ou de faire obstacle à la circulation. Des barrières temporaires, appelées murs Jersey, peuvent également être érigées pour protéger des chantiers de construction ou des travaux de voirie.

## Galerie

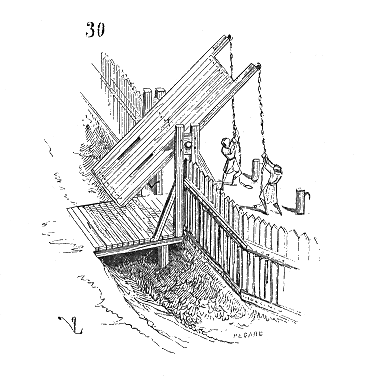
Porte barrière à bascule
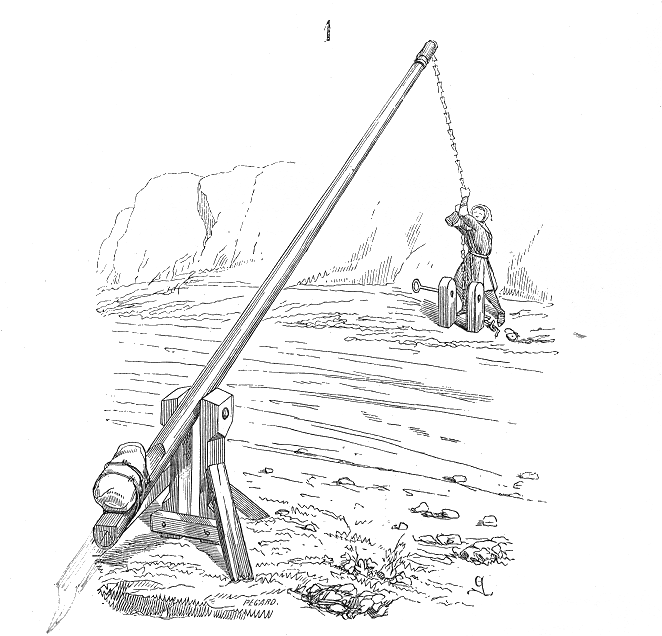
Barrière à contrepoids
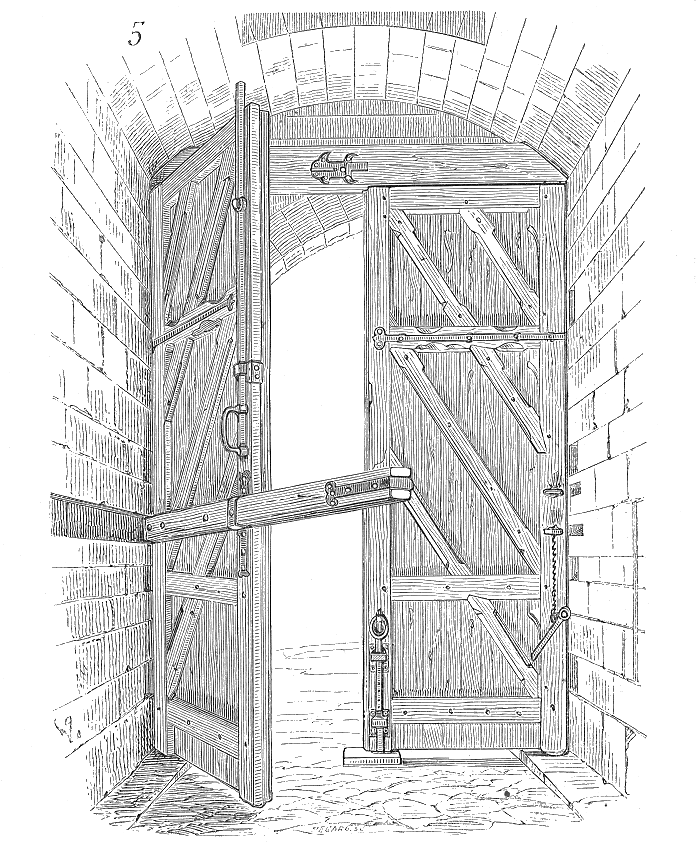
Barre à clavette
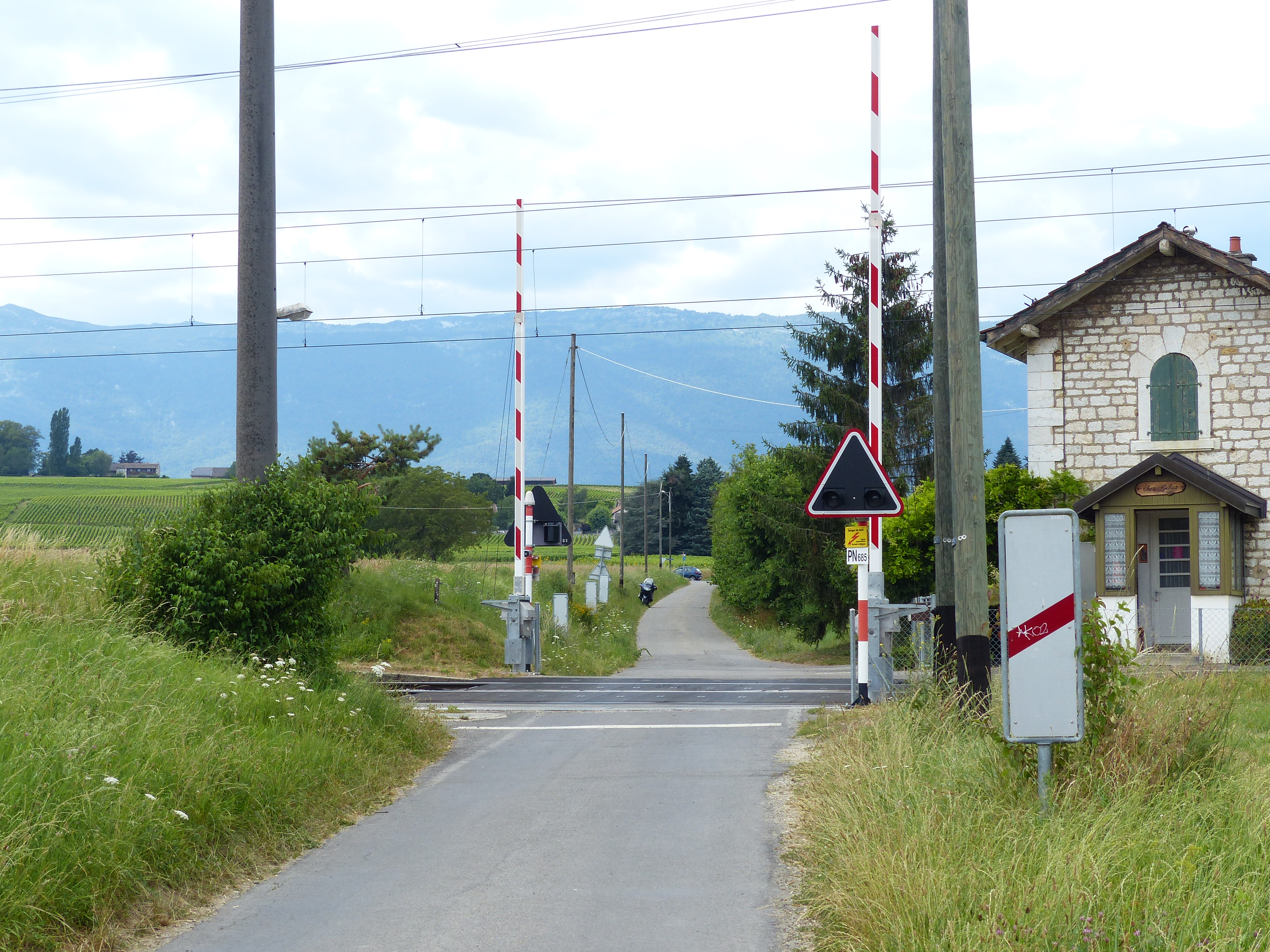
Barrières de passage à niveau
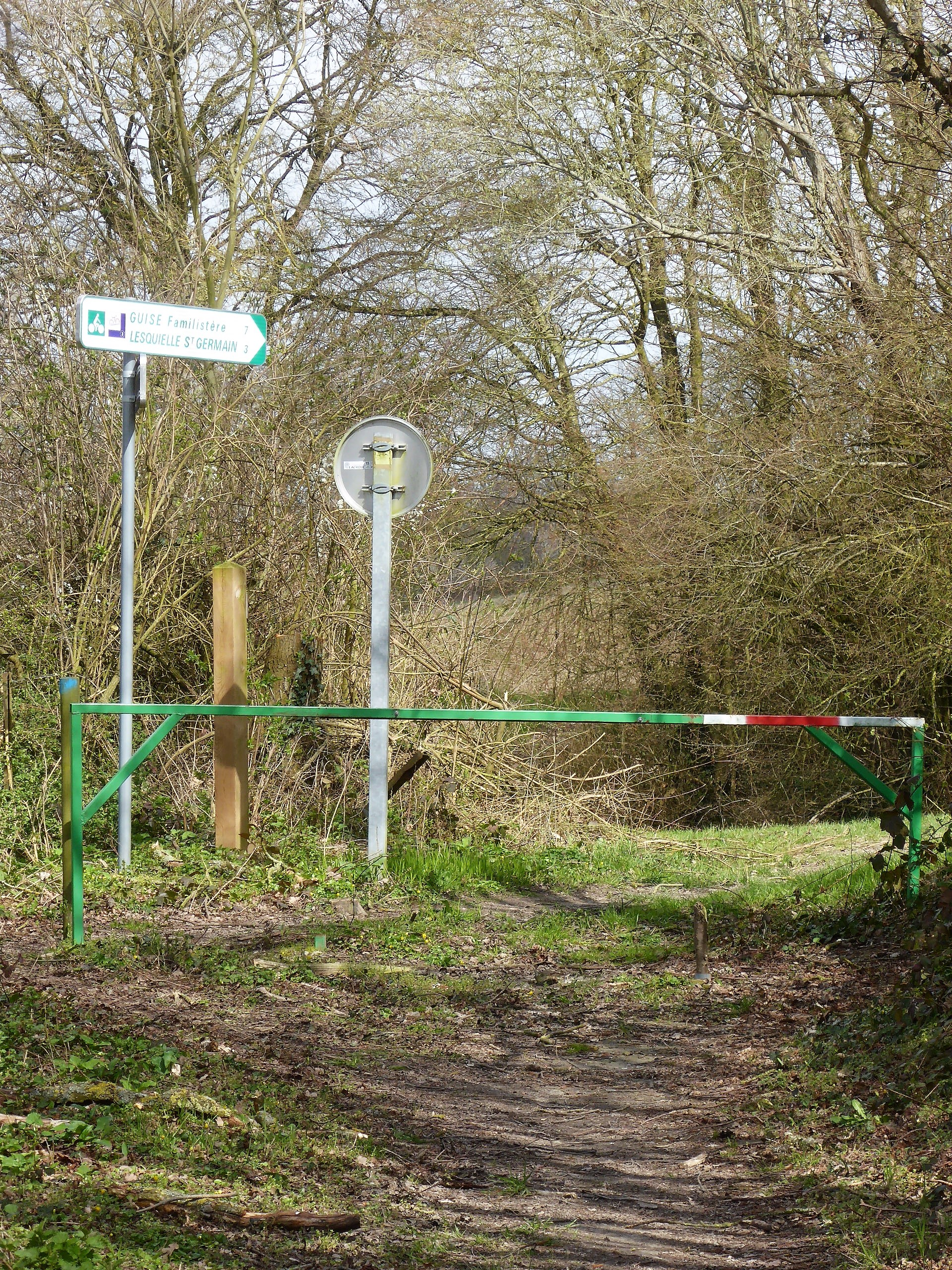
Barrière d'interdiction